# Cinfães
Cinfães là một huyện thuộc tỉnh Viseu, Bồ Đào Nha. Huyện này có diện tích 241 km², dân số thời điểm năm 2001 là 22424 người.